# Цуцульковский, Лев Израилевич
Лев Изра́илевич Цуцулько́вский (23 декабря 1926, Москва — 16 сентября 2016) — советский и российский режиссёр, сценарист. Заслуженный деятель искусств Российской Федерации (2005).

## Биография
Родился 23 декабря 1926 года в Москве; датой рождения во многих источниках указывается 26 января 1926 года, — как рассказывал сам режиссёр, путаница в датах началась в 1942 году, во время эвакуации в Свердловске, когда 14-летнему токарю отказались выдать рабочую карточку. По правилам карточку можно было получить только в 15 лет, и помогли будущему режиссёру члены заводской медицинской комиссии, исправившие дату рождения на 26 января.
Его мать — Клавдия Наумовна Цуцульковская (урожд. Левина; 1895, Жмеринка—1982, Ленинград), врач, участник Великой Отечественной войны, награждена орденом Красной Звезды, орденом Отечественной войны II степени, медалью «За победу над Германией в Великой Отечественной войне 1941–1945 гг.». Отец, Израиль Соломонович Цуцульковский (1896, Мизяков, Подольской губернии—?), воевал в рядах московского народного ополчения, попал в плен. Его отчим — Вячеслав Андреевич Голичников (1899–1955) — писатель, драматург, член Ленинградского отделения Союза писателей. 
В 1944—1945 годах Лев Цуцульковский учился в Военном институте иностранных языков. После войны, в 1946—1950 годах — на филологическом факультете Ленинградского университета, но в конце концов избрал другую профессию и поступил на режиссёрский факультет Ленинградского театрального института имени А. Н. Островского, который окончил в 1958 году.
В 1961—1969 годах Цуцульковский в качестве ассистента, а затем и режиссёра работал под руководством Н. П. Акимова в Ленинградском театре Комедии.
В 1963 году дебютировал на телевидении (в редакции Литературно-драматического вещания) фильмом «Я — шофёр такси», по сценарию В. В. Кунина с Е. З. Копеляном в главной роли. Но этот фильм настолько не понравился партийному руководству (хотя тогдашний главный редактор Литдрамвещания И. Ф. Масленников считает его совершенно безобидным), что по приказу 1-го секретаря Ленинградского обкома В. С. Толстикова копии его были сожжены и даже негатив смыт.
В 1970 году Цуцульковский начал работать на студии «Лентелефильм», ставил телевизионные спектакли, снимал документальные и игровые фильмы; телевизионные версии театральных постановок, в частности спектакля Театра Комедии «Этот милый старый дом» в постановке Петра Фоменко.
На протяжении многих лет Лев Цуцульковский преподавал в Санкт-Петербургском государственном университете кино и телевидения (Ленинградский институт киноинженеров).
Скончался на 90-м году жизни 16 сентября 2016 года. Похоронен на Богословском кладбище Санкт-Петербурга.

#### Семья
Жена — Елена Флоринская (род. 1934), актриса, дочь актера Глеба Андреевича Флоринского.
Внучка жены — актриса Александра Флоринская-Буданова.

## Фильмография

### Телевизионные спектакли
- 1965 — «Римские рассказы» по новеллам А. Моравиа
- 1965 — «Обещание счастья» по рассказам К. Г. Паустовского
- 1967 — Просто так, прогулка
- 1983 — Этот милый старый дом (совместно с П. Н. Фоменко) (по одноимённой пьесе А. Н. Арбузова)
- 1988 — «Грамматика любви» по рассказам И. А. Бунина
- 1989 — «Село Степанчиково и его обитатели» по Ф. М. Достоевскому
- 1994 — «Посвящение в любовь» (по произведениям И. А. Бунина)

### Игровые фильмы
- 1963 — Я — шофёр такси (уничтожен)
- 1967 — Браслет-2
- 1969 — Берег юности (по роману Г. К. Холопова «Гренада»)
- 1973 — Чтобы быть счастливым!
- 1976 — Если я полюблю…
- 1978 — Три ненастных дня (по повести С. А. Высоцкого «Наводнение»)
- 1981 — Спасибо за нелётную погоду
- 1982 — Вот опять окно… (3 новеллы: по рассказу Г. А. Горышина «100 роялей», по рассказу Ю. В. Бондарева «Простите нас!» и по рассказу И. М. Меттера «Вдвоём»)
- 1983 — Ювелирное дело
- 1983 — Мера пресечения
- 1984 — Из жизни земского врача (по мотивам рассказов А. П. Чехова)
- 1986 — Я подожду тебя, Тяпа
- 1987 — Среда обитания (по одноимённой повести Сергея Высоцкого)
- 1987 — Счастливый случай (по рассказам А. И. Куприна)
- 1992 — Третий дубль (по роману С. А. Высоцкого)

### Документальные фильмы
- 1967 — Весна театра (о БДТ имени М. Горького)
- 1972 — Прежде всего — театр (о В. И. Стржельчике)
- 1975 — Голос сердца (об О. Ф. Берггольц)
- 1975 — Необыкновенное воскресенье (фильм-концерт)
- 1975 — Александр Демьяненко. Страницы несыгранного (фильм-концерт)
- 1987 — Канал Грибоедова, дом 9 (о М. М. Зощенко)
- 1989 — Леонид Александрович Говоров
- 1990 — Настанет свой черед (Лентелефильм, о поэте М. И. Цветаевой)
- 1991 — Николай Акимов
- 1994 — Айвазовский
- 2000-е — Век Русского музея

### Сценарист
- 1965 — Обещание счастья (фильм-спектакль)
- 1987 — Канал Грибоедова, дом 9 (документальный)
- 1989 — Село Степанчиково и его обитатели (фильм-спектакль)
- 1992 — Третий дубль
- 1994 — Посвящение в любовь (фильм-спектакль)